# Gedenkramen ter gelegenheid van het veertigjarig regeringsjubileum van koningin Wilhelmina
De gedenkramen ter gelegenheid van het veertigjarig regeringsjubileum van koningin Wilhelmina zijn een gedenkteken in de Nieuwe Kerk in Amsterdam.

## Achtergrond
Koningin Wilhelmina vierde in 1938 haar veertigjarig jubileum als vorstin. Bij haar inhuldiging was het Kroningsraam in de Nieuwe Kerk geplaatst. De Huldigingscommissie 1938 besloot voor haar jubileum opnieuw een gedenkraam te laten maken, als geschenk van het Amsterdamse volk. De zeventigjarige Willem van Konijnenburg werd gevraagd een ontwerp te maken, rond het thema "Nederland en Oranje 1898-1938". Hij had eerder onder andere het Wilhelminaraam voor de Nieuwe Kerk in Delft ontworpen, ter gelegenheid van haar zilveren jubileum. Voor de Amsterdamse kerk ontwierp hij een tweetal ramen, waarin naast de koningin en haar familie allegorische voorstellingen van onder meer landbouw, veeteelt, scheepvaart en nijverheid en de deugden van het koningshuis zijn afgebeeld. De glazenier Joep Nicolas maakte de kartons en voerde het werk uit.
De ramen werden in november 1939 geplaatst boven het grafmonument van Jan van Galen in het noordertransept. Tijdens een plechtigheid in aanwezigheid van koningin Wilhelmina, werden de ramen officieel overgedragen aan de Nederlands-Hervormde gemeente. Sprekers waren mr. L.J.A. Trip namens de commissie en mr. M.J.H. de Bruyn van Melis- en Mariekerke namens het kerkbestuur.
Latere gedenkramen in de Nieuwe Kerk zijn het Bevrijdingsraam (Verhoef, 1995) en 'Een tuin van glas' (Mulders, 2005).

## Beschrijving
De beide ramen zijn gevat in een identieke gotische omlijsting, verdeeld door montanten en bruggen, met een spitsvormige vensterkop met tracering en een rozet in de top.
Het linkerraam staat symbool voor Wilhelmina als vorstin onder de goddelijke gratie. In het rozet zijn de emblemen van de vier evangelisten opgenomen. Daaronder staan onder een baldakijn de centrale figuren in dit raam: Juliana van Stolberg als stammoeder van de Oranjes en koningin Wilhelmina, met kroon en rijksappel. Aan weerszijden zijn allegorieën geplaatst van het recht en de vrede. Daaronder zijn de wapens te zien van de Nederlandse provincies en van Batavia en Suriname, elk met een allegorie van onder meer veeteelt, landbouw, visserij, handel, scheepvaart en mijnbouw.
In het rozet in de pendant is de aartsengel Michaël afgebeeld, terwijl hij de draak bestrijdt. Daaronder zijn koningin-moeder Emma en prinses Juliana met de kleine Beatrix op haar arm de centrale figuren, ook hier beiden onder een baldakijn. Enkele symbolische voorstellingen verwijzen naar de standvastigheid van het Nederlandse volk in zwaardere tijden als de Eerste Wereldoorlog. Even lager staan aan weerszijden prins Hendrik en prins Bernhard. Lager in het raam staan Joannes Benedictus van Heutsz en Pieter Cort van der Linden. Verder worden de aan de koningin verleende eredoctoraten van Groningen (1914), Leiden (1925) en Amsterdam (1938) gememoreerd.